# Guerra civil castellana de 1437-1445
La guerra civil castellana de 1437-1445 fue una guerra civil en la que se enfrentaron dos facciones nobiliarias para hacerse con el poder en la Corona de Castilla. De un lado la encabezada por el condestable don Álvaro de Luna, el propio rey Juan II de Castilla y el príncipe de Asturias don Enrique; de otro la Liga nobiliaria encabezada por los infantes de Aragón don Juan y don Enrique, hijos de Fernando de Antequera, rey de la Corona de Aragón, que fue regente de Castilla durante la minoría de edad de Juan II. Aunque en 1441 venció la facción de los infantes de Aragón que impuso sus condiciones en la Sentencia de Medina del Campo, la victoria final fue para el bando realista y del condestable que ganó la decisiva batalla de Olmedo. La historiadora Carme Batlle señala como principal responsable de la guerra a don Álvaro de Luna, quien tras su triunfo sobre los infantes de Aragón en las treguas de Majano había acentuado sus «excesos autoritarios hasta provocar una guerra civil», cuyo inicio Batlle sitúa, sin embargo, en 1439.

## De la detención de Pedro Manrique al acuerdo de Castronuño (1437-1439)
Tras la derrota de los infantes de Aragón en la guerra castellano-aragonesa de 1429-1430 se afianzó la posición del condestable don Álvaro de Luna en la corte castellana, pero pasados unos años una facción de la nobleza pasó a oponerse al poder casi absoluto que llegó a alcanzar gracias a la confianza que había depositado en él el rey Juan II. Uno de los líderes de esa facción fue el adelantado mayor de León Pedro Manrique, quien fue detenido el 13 de agosto de 1437 en Medina del Campo por orden del rey a instancias de don Álvaro. Este hecho inició un nuevo período de discordias nobiliarias en Castilla que según Jaume Vicens Vives alcanzaron el nivel de guerra civil ya que el arresto de Pedro Manrique provocó el levantamiento en armas de sus familiares y partidarios y de aquellos nobles opuestos a don Álvaro de Luna, encabezados por el almirante de Castilla Fadrique Enríquez, el conde de Benavente Rodrigo Alonso Pimentel, el conde de Ledesma Pedro de Estúñiga, y el conde de Valencia de Don Juan Pedro de Acuña y Portugal.

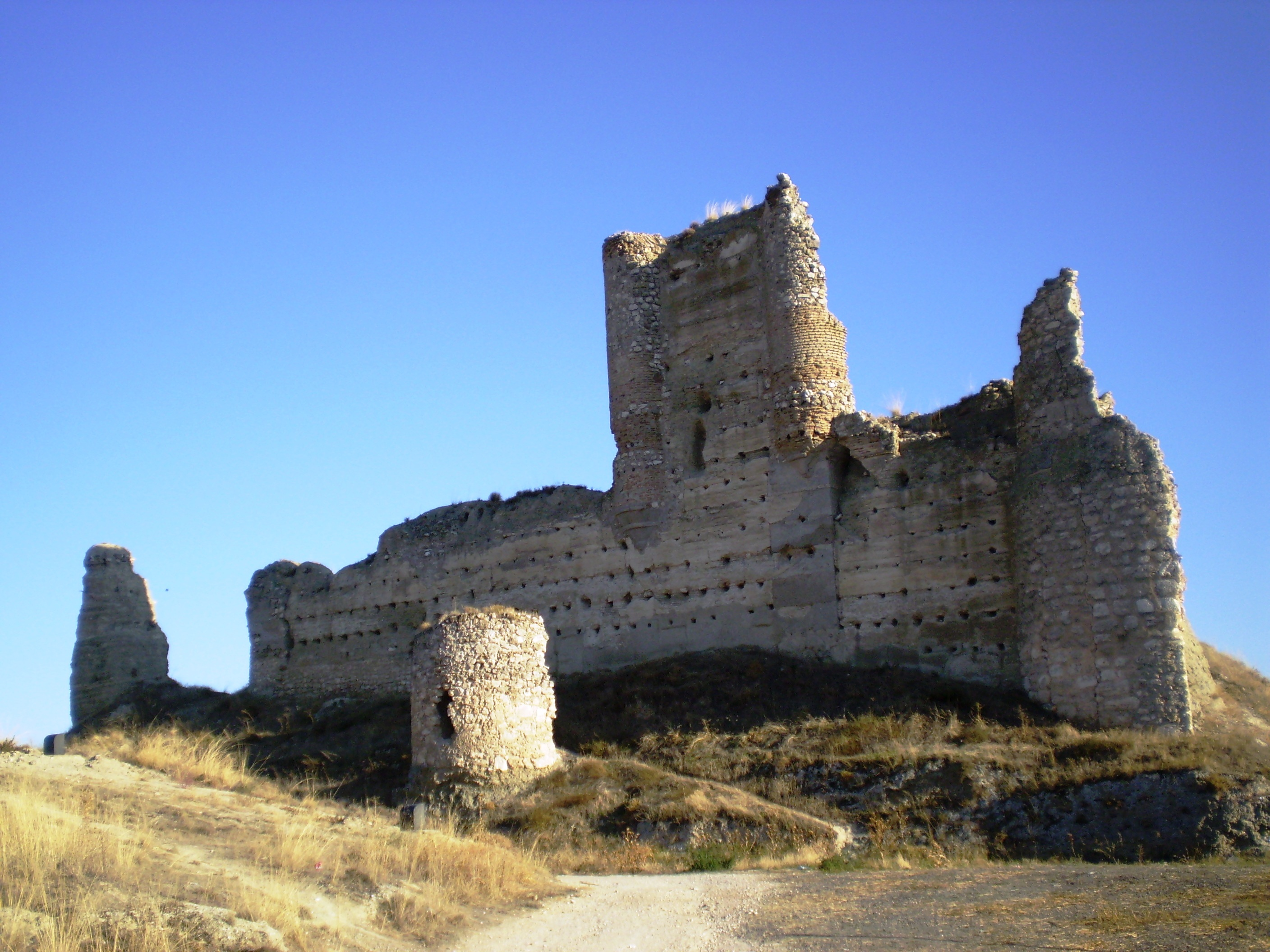
Castillo de Fuentidueña de Tajo de donde escapó Pedro Manrique en agosto de 1438.

En agosto de 1438 Pedro Manrique logró escapar del castillo de Fuentidueña de Tajo donde estaba recluido y en febrero de 1439 envió una carta al rey Juan II firmada por él y por el almirante de Castilla Fadrique Enríquez en la que le exigían el destierro de la corte del condestable don Álvaro de Luna «con todos sus parientes e gentes, porque Vuestra Merced quede en todo vuestro libre poder». A mediados del mes siguiente los nobles sublevados se apoderaban por sorpresa de Valladolid, lo que llevó al rey Juan II a pedir la intervención del infante de Aragón don Juan, rey consorte de Navarra. Este cruzó la frontera con el permiso real, de acuerdo con lo estipulado en la Concordia de Toledo de 1436, y el 6 de abril de 1439 se reunió con el rey en Cuéllar, donde se encontraba la corte y el grueso de las huestes del condestable y de su hermano el arzobispo de Toledo Juan de Cerezuela y de los nobles que le apoyaban como el maestre de la Orden de Alcántara Gutierre de Sotomayor, el conde de Haro Pedro Fernández de Velasco y el obispo de Palencia Gutierre Álvarez de Toledo. Acompañó a don Juan su hermano el infante de Aragón don Enrique pero este pronto se pasó al bando de los nobles sublevados ante la promesa de estos de que le serían devueltas todas sus posesiones confiscadas al final de la guerra castellano-aragonesa de 1429-1430 así como el maestrazgo de la Orden de Santiago que había detentado hasta entonces.
En junio de 1439 el rey de Navarra don Juan consiguió reunir en Tordesillas a los cabecillas de las dos facciones enfrentadas para que intentaran llegar a un arreglo sin necesidad de llegar a las armas: de un lado, el propio rey Juan II, el condestable don Álvaro y el conde de Castro; del otro, el almirante de Castilla, el adelantado mayor de León, el conde de Benavente y el comendador mayor de Castilla. Sin embargo, no se llegó a ningún acuerdo, debido fundamentalmente a la negativa de los nobles que respaldaban a don Álvaro de Luna a devolver los bienes de los infantes de Aragón confiscados en 1430 que poseían. Pocos días después de la fracasada reunión de Tordesillas se producía una escaramuza en Roa entre las huestes del conde de Ribadeo, de la facción de don Álvaro de Luna, frente a la nobleza sublevada que había formado una Liga. Sin embargo, las conversaciones no se abandonaron y se consiguió alcanzar una solución transitoria en octubre de 1439 conocida como el acuerdo de Castronuño, por el que don Álvaro de Luna era desterrado de la corte durante seis meses.

## Del acuerdo de Castronuño a la Sentencia de Medina del Campo (1439-1441)
Don Álvaro de Luna incumplió el acuerdo de Castronuño pues siguió en contacto con el rey por medio de los nobles de su facción que se encontraban en la corte, lo que provocó la intervención de don Juan de Navarra y de los nobles de la Liga que le exigieron a Juan II «que jurase de no librar ni fazer cosa alguna salvo con consejo dellos». El 17 de enero de 1440, al día siguiente de recibir el mensaje, el rey decidió fugarse de la corte, que ese momento se encontraba en Madrigal, junto con el príncipe de Asturias y los nobles partidarios de don Álvaro. Ante esta actitud del rey Juan II el rey de Navarra abandonó la posición de mediador que había mantenido hasta entonces y se sumó al bando de la Liga nobiliaria. Lo mismo hicieron su hermana, la reina María, esposa del rey castellano, y el conde de Haro Pedro Fernández de Velasco garante del «Seguro de Tordesillas» que había permitido la reunión de los cabecillas en esa localidad.
Don Juan de Navarra dirigió sus huestes hacia Bonilla de la Sierra, donde se encontraba el rey Juan II tras su huida de Madrigal, apoderándose de Ávila, lo que obligó a Juan II a negociar un nuevo arreglo, para lo que nombró una embajada que se reuniría con don Juan y con el resto de cabecillas de la Liga nobiliaria en Madrigal. Allí los embajadores del rey recibieron un memorial dirigido a Juan II en el que se criticaba duramente el gobierno de Álvaro de Luna y a quien se llegaba a acusar de homosexual, «lo que fue siempre más denostado en España que por alguna que hombre sepa», y de tener embrujado al rey Juan II: «el dicho condestable tiene ligadas e atadas todas vuestras potencias corporales e animales por mágicas e deavolicas encantaciones». Finalmente se exigía que el rey dispusiera «la restitución de su libertad real e poder e onra». Al mismo tiempo los apoyos al rey y al condestable se iban reduciendo ya que las ciudades se pasaron al bando de la Liga y así lo pusieron de manifiesto las Cortes reunidas en Valladolid en mayo de 1440.

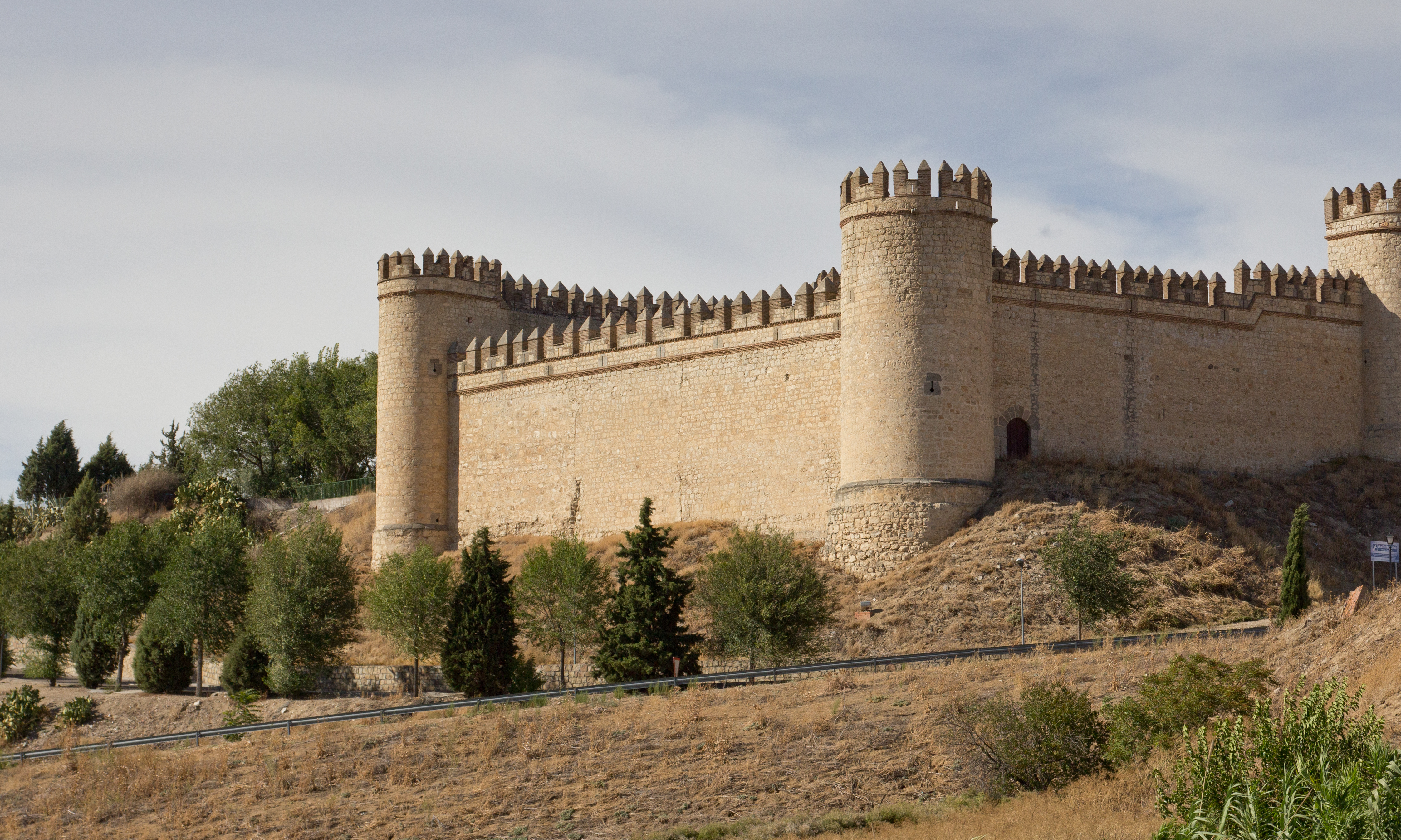
Castillo de Maqueda, uno de los bastiones de don Álvaro de Luna, que tuvo que entregar a sus adversarios en cumplimiento de la Sentencia de Medina del Campo.

Finalmente el rey Juan II accedió a reunirse con los infantes de Aragón y los líderes de la Liga en Valladolid, aceptando que fueran desterrados de la corte los más destacados partidarios de don Álvaro de Luna: el arzobispo de Sevilla Gutierre Álvarez de Toledo, al obispo de Segovia Lope de Barrientos y el conde de Alba Fernando Álvarez de Toledo y Sarmiento. Para sellar el pacto se celebró el 15 de septiembre de 1440 en la misma Valladolid la boda acordada en la Concordia de Toledo entre el príncipe de Asturias don Enrique y doña Blanca, hija del rey de Navarra.
Pero a principios de enero de 1441 el rey Juan II acompañado por el príncipe de Asturias se escapó de nuevo de la corte, situada en aquel momento en Arévalo, para librarse de la tutela de los infantes de Aragón y de la Liga, dirigiéndose a Ávila donde se encontró con los partidarios más destacados de don Álvaro de Luna encabezados por el arzobispo de Sevilla y el obispo de Segovia. Allí acordaron ponerse en contacto con el condestable para «consultar con él sobre los negocios e debates que eran en el reyno». La entrevista tuvo lugar el 6 de enero en El Tiemblo y al día siguiente enviaron un ultimátum a la Liga amenazándoles con la guerra si no disolvían sus huestes. La respuesta de la Liga fue pedir que el «condestable saliese del reyno», como condición previa para llegar a algún acuerdo y el 21 de enero publicar un manifiesto en Arévalo en contra de don Álvaro de Luna y en el que hacían un llamamiento a las ciudades castellanas para que se unieran a la Liga en la guerra que iba a entablar contra el condestable. El documento comenzaba así: «Bien sabedes con quantos damnos e menoscabos estos reynos han conportado de veynte años a esta parte la privación del condestable con el dicho señor rey». Y a continuación se repetían los argumentos ya esgrimidos en el memorial entregado a los embajadores de Juan II en Madrigal, a los que se añadía uno nuevo: que don Álvaro de Luna pretendía tiranizar al príncipe de Asturias y a la reina doña María. Finalizaba diciendo que los firmantes, los infantes de Aragón y los nobles cabecillas de la Liga, «avemos acordado de tornar e tornamos al dicho condestable qualquier seguridad e seguridades… e las revocamos e anulamos… e le enviamos a desafiar por nuestros procuradores como a enemigo del dicho señor rey… e commo sembrador de scándalos e bollicios e zizanias».
Los primeros combates entre las dos facciones enfrentadas se produjeron en el valle del Tajo cuando una parte de las huestes de la Liga abandonaron Arévalo y cruzaron la sierra de Guadarrama para atacar Maqueda e Illescas en poder del condestable y de su hermano el arzobispo de Toledo. Illescas fue tomada por don Íñigo López de Mendoza y Alcalá de Henares por el infante don Enrique, pero las huestes de la Liga no consiguieron apoderarse de Maqueda, bastión de don Álvaro de Luna, ni del alcázar de Madrid, donde se había hecho fuerte su hijo Juan de Luna y Pimentel. Al mismo tiempo otras fuerzas de la Liga se apoderaron de las posesiones del condestable al norte de la Sierra de Guadarrama como Riaza, Sepúlveda y Ayllón.
El condestable contraatacó en el valle del Tajo logrando vencer a las fuerzas de la Liga en la batalla de Torote, que tuvo lugar el 7 de abril de 1441 en las cercanías del río Torote y Alcalá de Henares, y en la de Arroyo de Molina, cerca de Montánchez. A finales de abril cercó Torrijos donde se encontraba el infante de Aragón don Enrique quien pidió el auxilio del grueso de las huestes de la Liga concentradas en Arévalo bajo el mando de su hermano don Juan de Navarra. Aprovechando la marcha de las fuerzas de don Juan para ir socorrer a don Enrique sitiado en Torrijos, el ejército real, de acuerdo con un plan acordado por Juan II con el condestable, salió de Ávila y el 15 de mayo tomó Medina del Campo y a continuación el castillo de la Mota y Olmedo, todas ellas posesiones de don Juan. Esta actuación del rey poniéndose claramente del lado del condestable don Álvaro de Luna obligó a la Liga a considerar a Juan II como un enemigo directo y dirigir sus fuerzas también contra él. Por eso el grueso de las fuerzas de la Liga que habían sitiado Maqueda levantaron el cerco y volvieron a cruzar la sierra de Guadarrama para dirigirse a Medina del Campo donde se encontraba el ejército de Juan II.
A Medina del Campo acudió el 8 de junio el condestable don Álvaro de Luna con 1.600 hombres de armas para reforzar su defensa, pero el 28 de junio las huestes de la Liga lograron franquear las murallas y entrar por sorpresa en el interior de la villa. Se apoderaron fácilmente del lugar porque los 3000 hombres del ejército real se negaron a luchar, según un cronista de la época, «por la mala querencia que todos avían al su condestable». Este, su hermano el arzobispo de Toledo y el maestre de la Orden de Alcántara lograron escapar, no así el rey Juan II que cayó en poder de la Liga, aunque como escribió un cronista de la época, «siempre el rey fue guardado e acatado con toda humill reverençia». A partir de ese momento, como ha señalado Jaume Vicens Vives, «Juan de Navarra fue el árbitro de la política castellana».
Pocos días después del asalto a Medina del Campo se firmaba la sentencia de Medina del Campo en la que los vencedores impusieron sus condiciones a los vencidos. Según lo estipulado en ella el condestable don Álvaro de Luna era desterrado de la corte durante seis años.

## De la sentencia de Medina del Campo a la batalla de Olmedo (1441-1445)
El 9 de julio de 1443 se produjo el golpe de Rámaga, un golpe de fuerza llevado a cabo por el almirante de Castilla y el conde de Benavente quienes, instigados por el infante de Aragón y rey consorte de Navarra don Juan, secuestraron al rey Juan II de Castilla en la localidad de Rámaga, donde se hallaba entonces a la espera de que dispusieran sus aposentos en la cercana localidad de Madrigal. La finalidad del mismo fue evitar que el condestable don Álvaro de Luna asestara un golpe de mano contra Juan de Navarra y volviera a controlar la monarquía castellana.
En la mañana del día siguiente, 10 de julio de 1443, la corte fue trasladada de Rámaga a Madrigal, y durante el trayecto el obispo de Ávila Lope de Barrientos, partidario del condestable, convenció al príncipe de Asturias de que no era verdad lo que le habían contado los partidarios de don Juan de Navarra sobre una supuesta conspiración de don Álvaro de Luna para detenerle a él mismo y a su consejero Juan Pacheco. Así sellaron una alianza para oponerse a don Juan de Navarra y a sus aliados de la Liga nobiliaria. Meses después, tras recabar apoyos entre la alta nobleza castellana, el príncipe de Asturias don Enrique le declaró la guerra a don Juan de Navarra mediante un manifiesto hecho público el 29 de marzo de 1444 en el que hacía un llamamiento dirigido especialmente a las comarcas castellanas fronterizas con Navarra para que todos se sumaran a la lucha para liberar al rey Juan II, expulsar a los «extranjeros» y atacar las poblaciones del reino vecino. El documento finalizaba con el ofrecimiento del perdón a los miembros de la Liga nobiliaria que se pasaran a sus filas asegurándoles que el condestable don Álvaro de Luna «es mío e en mi casa e vive conmigo, e ha de facer las cosas que yo le mandare e dixere después del rey mi señor e que fuesen su servicio e mío».
Tras la declaración de guerra el príncipe de Asturias movilizó sus huestes, las del condestable y las de los nobles que le apoyaban ―el arzobispo de Toledo, el conde de Alba, el conde de Haro, el conde de Plasencia, el conde de Castañeda e Íñigo López de Mendoza― hacia Burgos, a donde llegaron a principios de junio, mientras que las huestes de don Juan de Navarra se atrincheraban en Pampliega, a solo seis leguas de Burgos, tras trasladar al rey al castillo de Portillo quedando bajo la custodia de su señor el conde de Castro, aunque luego se replegó a Palencia tras recibir la noticia de que el rey Juan II se había escapado del castillo de Portillo el 16 de junio gracias a la ayuda de la reina María, que había cambiado de bando ―poco después en Mojados la reina se comprometió con el rey a secundarle «contra todas las personas del mundo, aunque fuesen de estado real y le fuessen allegados en cualquier grado» y a procurar que «consiguiese entera libertad de su persona y pudiesse regir y rigiesse sus reynos libremente»―. Finalmente don Juan se retiró hacia la frontera navarra, aunque sin cruzarla a la espera de la intervención de su hermano el rey de Aragón Alfonso el Magnánimo ya que la declaración de guerra del príncipe de Asturias violaba la concordia de Toledo de 1436.
La retirada de don Juan fue aprovechada por el rey Juan II para apoderarse de sus principales posesiones castellanas y así fueron tomadas Medina del Campo, Olmedo, Roa y Peñafiel. Esta última localidad cayó el 16 de agosto tras un mes de asedio. Así que cuando diez días después llegaron los embajadores de Alfonso el Magnánimo a la corte castellana, situada en aquel momento en la aldea de Torresandino, poco pudieron hacer para convencer a Juan II para que volviera a lo estipulado en la Concordia de Toledo y devolviera las plazas que había ocupado. Además el rey castellano exigió la salida de «sus reynos» del rey de Navarra y para a ello ordenó que una hueste compuesta por 1.500 hombres se dirigiera a la frontera con aquel reino, mientras otro ejército comandado por el príncipe de Asturias y el condestable don Álvaro de Luna cruzaba la sierra de Guadarrama para ocupar las tierras de la Orden de Santiago, cuyo maestre era el infante de Aragón don Enrique, y de la Orden de Calatrava, cuyo maestre era el hijo bastardo del rey de Navarra don Alfonso.
El 25 de septiembre de 1444 se acordó una tregua de cinco meses entre los dos bandos contendientes que sin embargo el rey Juan II aprovechó para confiscar todas las posesiones castellanas de los infantes de Aragón. De ahí que una nueva embajada del rey de Aragón Alfonso el Magnánimo no lograra ningún resultado a pesar de que sus miembros amenazaron al rey castellano con que podría acontecerle «massa gran molestia e congoxa» si no daba pasos hacia la reconciliación en «benivolència e fraternal afecció e caritat» con sus primos los infantes de Aragón don Enrique y don Juan. Ante el fracaso de la embajada aragonesa este último se preparó para la guerra, para lo que consiguió que las Cortes de Navarra, reunidas en Olite, aprobaran entre diciembre de 1444 y febrero de 1445 un importante donativo de dinero con el fin de defender el reino de Navarra ante un posible ataque castellano. Además recabó la intervención de su hermano el rey de Aragón Alfonso el Magnánimo. Mientras tanto el infante de Aragón don Enrique se había replegado con sus huestes hacia Lorca donde estaba reuniendo tropas reclutadas en el sur del Reino de Valencia.
Finalizada la tregua en febrero de 1445, Juan de Navarra invadió el reino de Castilla por la cuenca del Henares y desde Atienza tomó Alcalá la Vieja, Alcalá de Henares, Torija y Santorcaz. El rey de Castilla reaccionó conduciendo sus huestes hacia El Espinar ―donde conoció la noticia de la muerte de su esposa la reina María y la de la hermana de esta la reina Leonor de Portugal― para dirigirse después hacia La Alcarria pasando por Madrid y por San Martín de Valdeiglesias, con el fin de evitar la unión del ejército de don Juan con el de su hermano don Enrique que avanzaba desde el sur, objetivo que no consiguió. Reunidos en Santorcaz los dos infantes de Aragón decidieron atacar Alcalá de Henares, que acababa de ser recuperada por Juan II, y si el rey castellano allí no presentaba batalla avanzar hacia Olmedo donde se unirían a las huestes de los nobles castellanos que los apoyaban, entre los que destacaban el almirante de Castilla y el conde de Benavente. Como ha destacado Jaume Vicens Vives, «era una maniobra arriesgada, que obligaba a un choque definitivo». Llegaron a Olmedo el 24 de marzo, donde se abrieron nuevas negociaciones entre el rey de Castilla y el rey de Navarra pero éstas no llegaron a buen término porque tanto el condestable don Álvaro de Luna, por el bando realista, como el infante don Enrique, por el bando rebelde, buscaban dilucidar el conflicto por la vía de las armas.
La batalla se libró en las tierras cercanas a Olmedo el 19 de mayo de 1445 y la victoria fue para el bando realista. El infante don Enrique y su hermano el infante don Juan lograron refugiarse en Olmedo, mientras el resto de los nobles que les apoyaban eran hechos prisioneros. Al día siguiente los infantes partieron en una «loca huida» para Aragón llegando a Calatayud. Allí murió el 15 de julio el infante don Enrique como consecuencia de una herida sufrida en la mano y en el brazo durante la batalla.

## Consecuencias
Para intentar evitar que el condestable don Álvaro de Luna recuperara el enorme poder que había detentado entre 1430 y 1436, el príncipe de Asturias don Enrique consiguió atraerse el apoyo de los nobles del bando de los infantes ―entre otros, el almirante de Castilla y los condes de Benavente, Castro y Plasencia― al lograr que su padre el rey les concediera el perdón y no confiscara sus posesiones. Pero el condestable y sus partidarios y el propio príncipe de Asturias y su consejero Juan de Pacheco se apoderaron de todos los bienes y títulos de los infantes de Aragón, con lo que, como ha señalado el historiador Jaume Vicens Vives, la victoria de Olmedo no sirvió para reforzar la monarquía castellana, aunque la «autoridad real recuperó gran parte de sus preeminencias en el país», sino que «sólo sirvió para una nueva distribución de prebendas y patrimonios». Así don Álvaro de Luna fue el nuevo maestre de la Orden de Santiago y además recibió el condado de Alburquerque y el señorío sobre las villas de Trujillo, Medellín y Cuéllar; y don Íñigo López de Mendoza recibió el marquesado de Santillana y el condado del Real de Manzanares. Por su parte el príncipe de Asturias don Enrique recibió las ciudades de Logroño, Ciudad Rodrigo y Jaén y la villa de Cáceres, mientras que Juan Pacheco recibía el importante marquesado de Villena además de algunos lugares de la frontera con el reino de Portugal y su hermano Pedro Girón obtenía el maestrazgo de la Orden de Calatrava.
César Álvarez Álvarez señala que la batalla de Olmedo tuvo dos importantes consecuencias. En primer lugar, el fallecimiento del infante don Enrique, «el más ambicioso, audaz, belicoso e intrigante de los Infantes de Aragón». Y en segundo lugar, la salida definitiva de Castilla del infante don Juan, rey de Navarra. Pero este historiador también destaca, en lo que coincide con Jaume Vicens Vives, que «los vencedores de Olmedo habían sido los nobles más destacados de Castilla y esta vez, como en otras ocasiones, lograron importantes beneficios». Álvarez Álvarez concluye: «la eliminación de los Infantes de su, hasta ahora, permanente intervención en las tierras y asuntos castellanos abre un nuevo camino en el tradicional enfrentamiento nobleza-monarquía que se ve agudizado por la existencia prácticamente de dos Cortes, la del rey Juan II y su valido, y la del príncipe de Asturias, el futuro Enrique IV, con sus correspondientes partidos y bandos nobiliarios e intereses. Esta situación seguirá dañando gravemente el prestigio de la institución monárquica hasta la llegada de los Reyes Católicos. Algo que, ciertamente, venía sucediendo desde veinte años atrás».